# クレバーグ郡 (テキサス州)
クレバーグ郡（英: Kleberg County）は、アメリカ合衆国テキサス州の南西部に位置する郡である。2010年国勢調査での人口は32,061人であり、2000年の31,549人から1.6%増加した。郡庁所在地はキングスビル市（人口26,213人）であり、同郡で人口最大の都市でもある。クレバーグ郡は1913年に設立され、郡名は初期開拓者だったロバート・J・クレバーグに因んで名付けられた。郡域の大半は著名なキング牧場の中にあり、この牧場は近隣郡にまで広がっている。
クレバーグ郡はケネディ郡と共にキングスビル小都市圏を構成している。

## 地理
アメリカ合衆国国勢調査局に拠れば、郡域全面積は1,090平方マイル (2,823.1 km2)であり、このうち陸地871平方マイル (2,255.9 km2)、水域は219平方マイル (567.2 km2)で水域率は20.12%である。南のケネディ郡との郡境は大半がバフィン湾になっている。

### 主要高規格道路
- アメリカ国道77号線
- テキサス州道141号線
- テキサス州道285号線

### 隣接する郡
- ニュエセス郡 - 北
- メキシコ湾 - 東
- ケネディ郡 - 南
- ブルックス郡 - 南西
- ジムウェルズ郡 - 西

### 国立保護地域
- パードレ島国立海岸（部分）

## 人口動態
以下は2000年国勢調査による人口統計データである。
| 基礎データ - 人口: 31,549人 - 世帯数: 10,9864 世帯 - 家族数: 7,681 家族 - 人口密度: 14人/km2（36人/mi2） - 住居数: 12,743軒 - 住居密度: 6軒/km2（15軒/mi2） 人種別人口構成 - 白人: 71.87% - アフリカン・アメリカン: 3.70% - ネイティブ・アメリカン: 0.61% - アジア人: 1.47% - 太平洋諸島系: 0.10% - その他の人種: 19.00% - 混血: 3.25% - ヒスパニック・ラテン系: 65.41% 年齢別人口構成 - 18歳未満: 27.3% - 18-24歳: 15.7% - 25-44歳: 27.4% - 45-64歳: 19.0% - 65歳以上: 10.6% - 年齢の中央値: 29歳 - 性比（女性100人あたり男性の人口） - 総人口: 101.0 - 18歳以上: 98.5 | 世帯と家族（対世帯数） - 18歳未満の子供がいる: 34.9% - 結婚・同居している夫婦: 52.1% - 未婚・離婚・死別女性が世帯主: 13.9% - 非家族世帯: 29.5% - 単身世帯: 22.3% - 65歳以上の老人1人暮らし: 7.6% - 平均構成人数 - 世帯: 2.78人 - 家族: 3.30人 収入と家計 - 収入の中央値 - 世帯: 29,313米ドル - 家族: 33,055米ドル - 性別 - 男性: 31,179米ドル - 女性: 19,494米ドル - 人口1人あたり収入: 13,542米ドル - 貧困線以下 - 対人口: 26.7% - 対家族数: 21.2% - 18歳未満: 35.5% - 65歳以上: 15.6% |

## 都市と町
- キングスビル - 郡庁所在地
- コーパスクリスティ、主にニュエセス郡内

### 未編入の町
- リビエラ
- リカード
- ロヨラビーチ
- バットマン